# Leuchtreklame

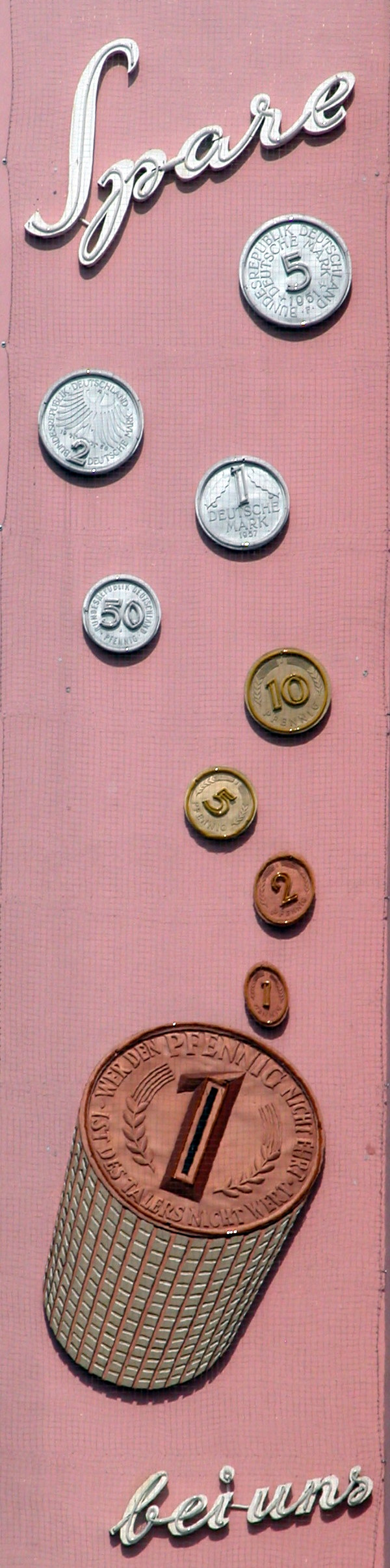
Denkmalgeschützte Leuchtreklame aus den 1950er Jahren auf dem Bohlweg in Braunschweig

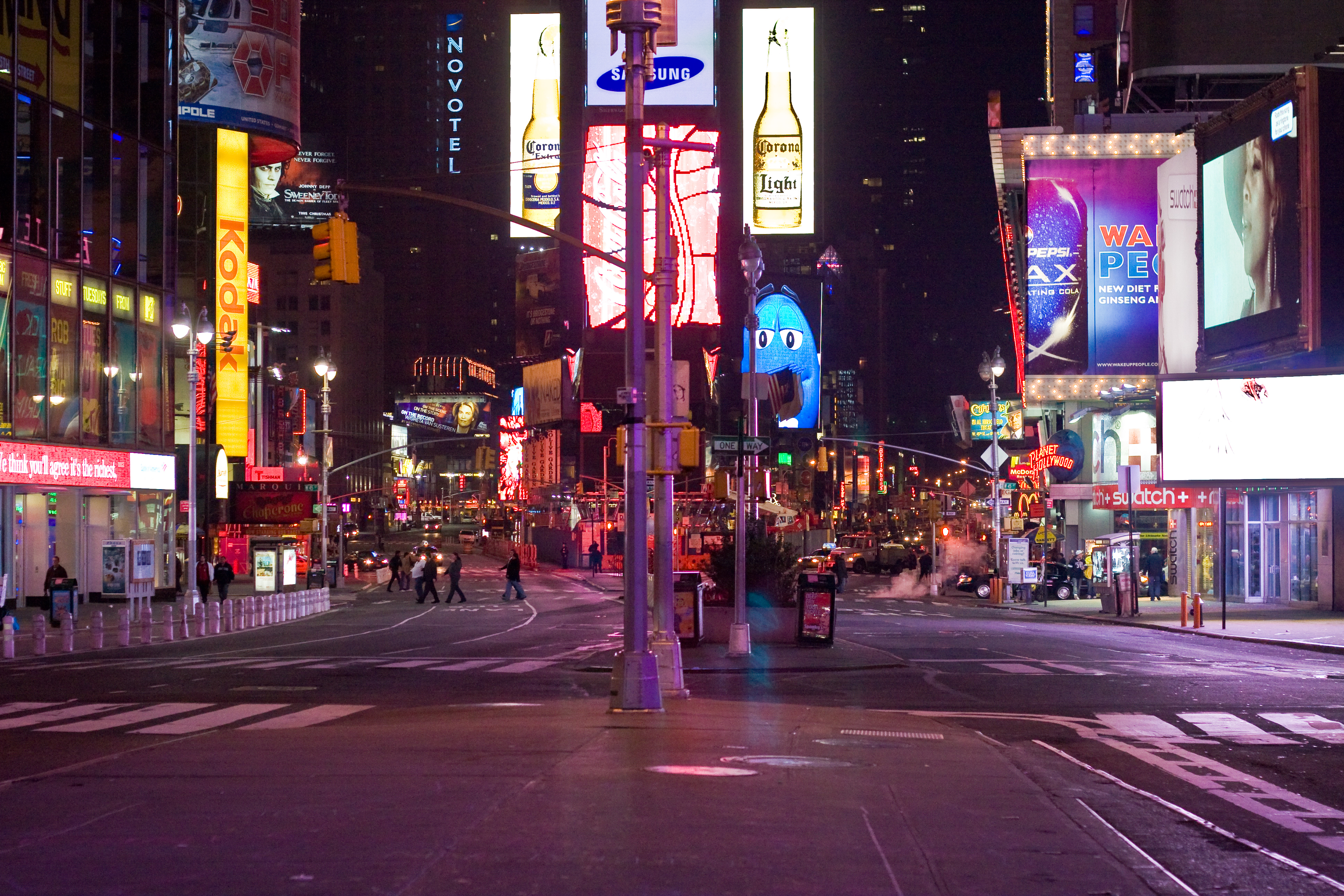
Reklame am Times Square (2008)

Eine Leuchtreklame ist eine elektrisch (auch elektronisch gesteuerte) beleuchtete Lichtwerbung, die von spezialisierten Schildermachern hergestellt wird. Sie ist eine Form der Außenwerbung, bei der weißes und farbiges elektrisches Licht eingesetzt wird. Meist handelt es sich dabei um die textliche oder bildliche Darstellung von Namen, Logos oder Slogans von Unternehmen.

## Bauarten
Leuchtreklamen bestehen meist aus einem transluzenten Schild, hinter dem eine Lichtquelle (meist Leuchtstofflampen, Leuchtröhren, neuerdings auch Leuchtdioden und Leuchtfolien) angebracht ist. Besonders bei großflächigen Anlagen oder Profilbuchstaben mit überdimensionalen Ausmaßen ist die Ausleuchtung durch herkömmliche Leuchtröhrentechnik nicht mehr empfehlenswert, da die Leuchtkraft von LED-Lösungen mittlerweile gleichwertig oder besser ist und die Unterhaltskosten wesentlich geringer sind. Für das abdeckende halbtransparente Material wird oft Acrylglas verwendet, das opak in verschiedenen Farben erhältlich ist. Plexiglas ist bedingt wetter- und ultraviolett- bzw. tageslichtfest und kann sehr gut mit Lasern zu Konturen geschnitten werden. Ein Nachteil von Acryl ist jedoch die Wärmeausdehnung, so müssen Acrylabdeckungen mit Schlitzlöchern verschraubt werden damit die Ausdehnung aufgenommen werden kann. Dies führt zu Undichtheit und gewährt Insekten den Zugang zur Lichtquelle, die überwiegend innerhalb der Abdeckung verenden. Dies erfordert regelmäßige Reinigung der Leuchtreklamen und ist aufwendig. Neuerdings werden daher viele Anlagen mittels ESG-Glas ausgeführt, wobei die Gläser rundum auf die Grundrahmen geklebt werden, um so den Innenraum insektenfrei zu halten. Dies erspart Wartungs- und Reinigungsaufwand und auch Kosten. Da die meisten Leuchtreklamen mit Folien versehen sind, lassen sich Folien auf Glas auch einfacher auswechseln und die Beschriftungen brennen in Glas auch nicht ein.
Glas ist langlebiger als Acryl, und über viele Jahre können Folien und Beschriftungen einfach getauscht werden. Acryl-Material wird über die Jahre spröde und kann bei starken Witterungseinflüssen wie direkter Sonneneinstrahlung oder Frost zerspringen.
Eine andere Bauart sind Buchstaben des zu bewerbenden Namens aus Leuchtröhren bzw. Kaltkathodenlampen. Das bringt oft ein besseres Erscheinungsbild, ist jedoch technisch aufwändiger. Die Kaltkathodenlampen müssen mit einer hohen Spannung gespeist werden.
Auch Leuchtdioden oder Glühlampen können zur Darstellung eines Schriftzuges verwendet werden. Mit Leuchtdioden (früher auch mit Glühlampen) werden Laufschriften oder sogar große Displays hergestellt, die bewegte farbige Bilder darstellen können. Gegenüber Leuchtröhren ist die neue LED-Technik langlebiger und wartungsärmer. Beispielsweise würde eine 14 Meter lange und drei Meter hohe Anlage mit Leuchtröhren bei einer Leuchtdauer von vier Stunden pro Tag in zehn Jahren ca. 5600 Euro Stromkosten verursachen. Mit LED liegt der Stromverbrauch im gleichen Zeitraum bei ca. 700 Euro. Zudem haben die LEDs oft eine Lebensdauer von 40.000 bis 100.000 Betriebsstunden. Bei dem obigen Beispiel sind das bis zu 25 Jahre. Bei Leuchtröhrenanlagen fällt dagegen mindestens alle fünf Jahre eine Wartung an, bei der die Austauschleuchtkörper speziell angefertigt werden müssen.
Für sehr großflächige Leuchtreklamen wird manchmal die Raumbeleuchtung von Büro-Hochhäusern nachts in einem bestimmten Muster eingeschaltet (siehe SKF-Hochhaus Schweinfurt).
Zur Herstellung der lichtundurchlässigen Bauteile von Lichtwerbeanlagen werden meist oberflächenbehandelte Metallbleche und -profile und unterschiedliche Kunststoff-Halbzeuge verwendet.

## Montageart
Leuchtreklamen werden sowohl in, an oder auf Gebäuden befestigt, gelegentlich werden auch separate Reklametürme errichtet. Bei diesen werden auch nichtleuchtende Schilder, die von Scheinwerfern angestrahlt werden, verwendet.
Leuchtreklamen sollten zum Schutz vor Graffitisprayern außerhalb von Gebäuden in einer Höhe von über 3 Metern angebracht werden, was aber zum Zweck der besseren Sichtbarkeit meist sowieso geschieht.
Leuchtreklamen können auch an Bord von Luftschiffen installiert sein. Sie bieten dann häufig ein sehr eindrucksvolles Erscheinungsbild.

## Betriebsarten
Leuchtreklamen können sowohl mit konstanter als auch mit wechselnder Beleuchtung betrieben werden, wobei regelrechte Leuchtspiele möglich sind. Erstere werden eher von Firmen verwendet, während Letztere vor allem bei Betrieben eine Rolle spielen, die während der Nachtzeit ihre Hauptumsatzzeit haben, wie Spielhallen, Nachtlokale und Diskotheken. Sehr aufwendige Lichtspiele können einer Genehmigung bedürfen, da sie Autofahrer vom Verkehrsgeschehen ablenken können.

## Gestalterische Grundlagen
Die Werbewirksamkeit einer Lichtwerbeanlage ist abhängig von Art und Größe der Schrift und dem Umfang des Textes. Auch die Auswahl der Farben und des Materials einer Lichtwerbeanlage beeinflussen den Werbeeffekt. Eine überdimensionierte oder farblich unpassende Anlage erregt möglicherweise Aufmerksamkeit, aber nicht unbedingt im gewünschten Sinne. Bei der Planung und Gestaltung von Lichtwerbeanlagen ist die bauliche Umgebung ein wichtiger Faktor. Der Gestaltung und Installation von Lichtwerbung in historischen Stadtkernen wird meist durch behördliche Auflagen eingeschränkt und geregelt.
Bei der Konzeption von Lichtwerbeanlagen sollte auf eine gute Lesbarkeit und Wiedererkennung der Texte und Logos sowohl im beleuchteten als auch im unbeleuchteten Zustand geachtet werden. Eine gute Lesbarkeit erfordert einen starken Kontrast zwischen Schrift und Hintergrund. Die Texte von Lichtwerbeanlagen sollten sich auf das Wesentliche beschränken. Versalien einer geraden, halbfetten und serifenlosen Blockschrift können am schnellsten erfasst werden und sind auch aus großer Distanz gut lesbar. Für kleinflächige Werbeanlagen eignet sich die Darstellung von heller Schrift auf dunklem Grund, weil durch den Effekt der Irradiation die helle Schrift optisch vergrößert erscheint.
Eine senkrechte Anordnung der Buchstaben wirkt sich eher ungünstig auf die Lesbarkeit von Schriftzügen aus. Wenn die Buchstaben unterschiedlich breit sind, was bei lateinischen Schriftzeichen die Regel ist, verursachen senkrecht angeordnete Texte zudem oftmals einen unharmonischen Eindruck.

## Bauformen

### Reliefkörper
Unter einem Reliefkörper versteht man ein dreidimensionales, meist beleuchtetes Element in Form eines Buchstabens, Zeichens oder Logos. Mehrere dieser Elemente bilden zusammen eine Lichtwerbeanlage. Sie werden entweder einzeln oder zusammen auf einer tragenden Konstruktion an einem Gebäude befestigt. Beim Bau von Reliefkörpern werden unterschiedliche Materialien in verschiedenen Bauformen verarbeitet. Zur eindeutigen Beschreibung der verschiedenen Bauarten wurden sogenannte Profil-Kennzahlen vereinbart. Als Lichtquellen der Reliefkörper werden Leuchtstoffröhren und Leuchtdioden eingesetzt.
- Als Profil 01[5] werden unbeleuchtete oder von außen angestrahlte Halbrelief-Buchstaben bezeichnet. Auf ein in Buchstabenform ausgeschnittenes Unterteil aus Kunststoff wird ein flacher Buchstabenkörper inklusive Zarge, meist gefertigt aus Aluminium-, Kupfer-, Messing- oder Edelstahlblechen, aufgesteckt und seitlich verschraubt.
- Der Reliefkörper von Profil 1[6] besteht aus einem relativ tiefem Unterteil und einem flacheren Oberteil. Beide Teile werden aus Aluminium-, Kupfer-, Messing- oder Edelstahlblechen angefertigt und lackiert, geschliffen oder auf eine andere Art veredelt. Die Bautiefe des Profil 1 beträgt etwa 10 bis 12 cm. Auf die Metallfrontseiten werden Leuchtstoffröhren mit Rohrhaltern auf Abstand montiert. Die Elektroden der Leuchtstoffröhren, die Leitungen und oft auch die Vorschaltgeräte liegen geschützt im Inneren des Reliefkörpers. Die offen liegenden Leuchtstoffröhren bewirken eine brillante Leuchtwirkung.
- Das Profil 2[7] unterscheidet sich vom Profil 1 durch eine die Buchstaben umlaufende Blendkante. Die Blendkante bietet Schutz für die aufgesetzten Leuchtstoffröhren und verbessert die Lesbarkeit der Buchstaben bei Nacht durch die Reduzierung von Überstrahlungseffekten.
- Reliefkörper im Profil 3[8] werden auch als „Schattenschrift“ bezeichnet. Die Reliefkörper dieser Bauart werden in einem Abstand von 30 bis 70 mm vor einer hellen und möglichst matten Gebäudefassade montiert und beleuchten so den Hintergrundbereich am Rand der Reliefkörper. Die Oberteile der Reliefkörper werden meist aus Metall angefertigt und auf weiße oder klare Unterteile aus Acrylglas aufgesetzt. Die Leuchtmittel sind beim Profil 3 innerhalb des Reliefkörpers installiert. Diese Bauart wird für denkmalgeschützte Gebäude empfohlen oder sogar vorgeschrieben.
- Reliefkörper im Profil 4[9] sind dreiteilig aufgebaut. Unterteile und Halterahmen sind aus Metall angefertigt, die Frontseiten aus Acrylglas werden durch die mit den Zargen verschraubten Rahmen gehalten. Die Lichtquellen werden auf dem Unterteil der Reliefkörper befestigt. Die Bauform des Profil 4 eignet sich besonders für größere Reliefkörper ab 70 cm Bauhöhe.
- Im Unterschied zum Profil 4 haben Reliefkörper im Profil 5[10] statt des Metallrahmens einen sogenannten Umleimer aus PVC, der mit der Frontseite aus Acrylglas verklebt und an der Metallzarge befestigt wird. Diese Bauart eignet sich für Reliefkörper bis 70 cm Breite oder Höhe.
- Reliefkörper im Profil 6 haben im Unterschied zum Profil 5 statt der dort verwendeten PC-Umleimer einen lichtdurchlässigen Streifen, der für eine dreidimensionale Nachtwirkung sorgt.
- Bei den Reliefkörpern im Profil 7 bestehen auch die Zargen aus farbigem, lichtdurchlässigem Acrylglas. Der nach vorne überstehende 3 bis 4 mm tiefen Zargenrand bewirkt einen besonderen räumlichen Eindruck.
- Reliefkörper im Profil 8[11] sind ähnlich den des Profil 7 aufgebaut, allerdings werden die Frontseiten aus Acrylglas bündig auf die Acrylglaszargen aufgeklebt, es gibt im Gegensatz zum Profil 7 keinen Überstand. Eine bessere Lesbarkeit aus unterschiedlichen Blickwinkeln wird durch unterschiedliche Farben von Zargen und Frontseiten erzielt.
- Reliefkörper im Profil 9A haben zweiteilige Zargen, zusammengesetzt aus Metall und lichtdurchlässigem Acrylglas. Die Oberteile aus Acrylglas werden auf die schmalen Acrylglaszargen geklebt und in die Metallunterteile gesteckt und befestigt. Durch diese Bauart wird eine besonders dreidimensionale Wirkung erzielt.
- Bei Reliefkörpern im Profil 10 wird die Frontseite aus Acrylglas mit einer profilierten Zarge aus Aluminium zu einem Oberteil verklebt. Dieses Oberteil wird über das Unterteil gestülpt und dort befestigt. Die Unterteile bestehen aus weißem, 10–15 mm dickem, lichtundurchlässigem Kunststoff auf dem die Lichtquellen befestigt sind. Wegen der unterschiedlichen Wärmeausdehnungskoeffizienten von Acrylglas und Aluminium sollten Reliefkörper dieser Bauart 70 cm Höhe oder Breite nicht überschreiten.
- Reliefkörper im Profil 11 LED werden aus 15 bis 30 mm dickem, farblosem oder satiniertem Acrylglas ausgefräst bzw. ausgelasert. Auf den Rückseiten dieser Reliefkörper werden entsprechende Nuten gefräst und dort LED-Ketten eingegossen, so dass diese nach vorne leuchten. Frontseiten und Zargen werden in mit weißer Farbe lichtdicht grundiert und farbig lackiert. Durch die weiße Grundierung wird das Licht nach hinten durch die transparente Vergussmasse der LED zu einer möglichst hellen Wand oder Blende reflektiert. Reliefkörper des Profils 11 LED werden je nach Bauhöhe in einem Abstand von 20 bis 50 mm montiert, so dass bei Nacht eine „Schattenschrift“ entsteht. Dieses Profil ist besonders für filigrane Buchstaben oder Logos geeignet.
- Die Reliefkörper im Profil 12 LED sind ähnlich aufgebaut, wie die des Profil 11 LED. Der Unterschied besteht in den beim Profil 12 LED verwendeten transparenten Frontseiten und den lichtdicht lackierten Rückseiten, so dass die Reliefkörper nach vorne leuchten
- Sonderprofile: Aus den oben beschriebenen Bauarten und Profilen lassen sich auch unterschiedlichste Sonderprofile ableiten, die den Lichtwerbeanlagen ein individuelles Erscheinungsbild geben können.

### Weitere Bauformen

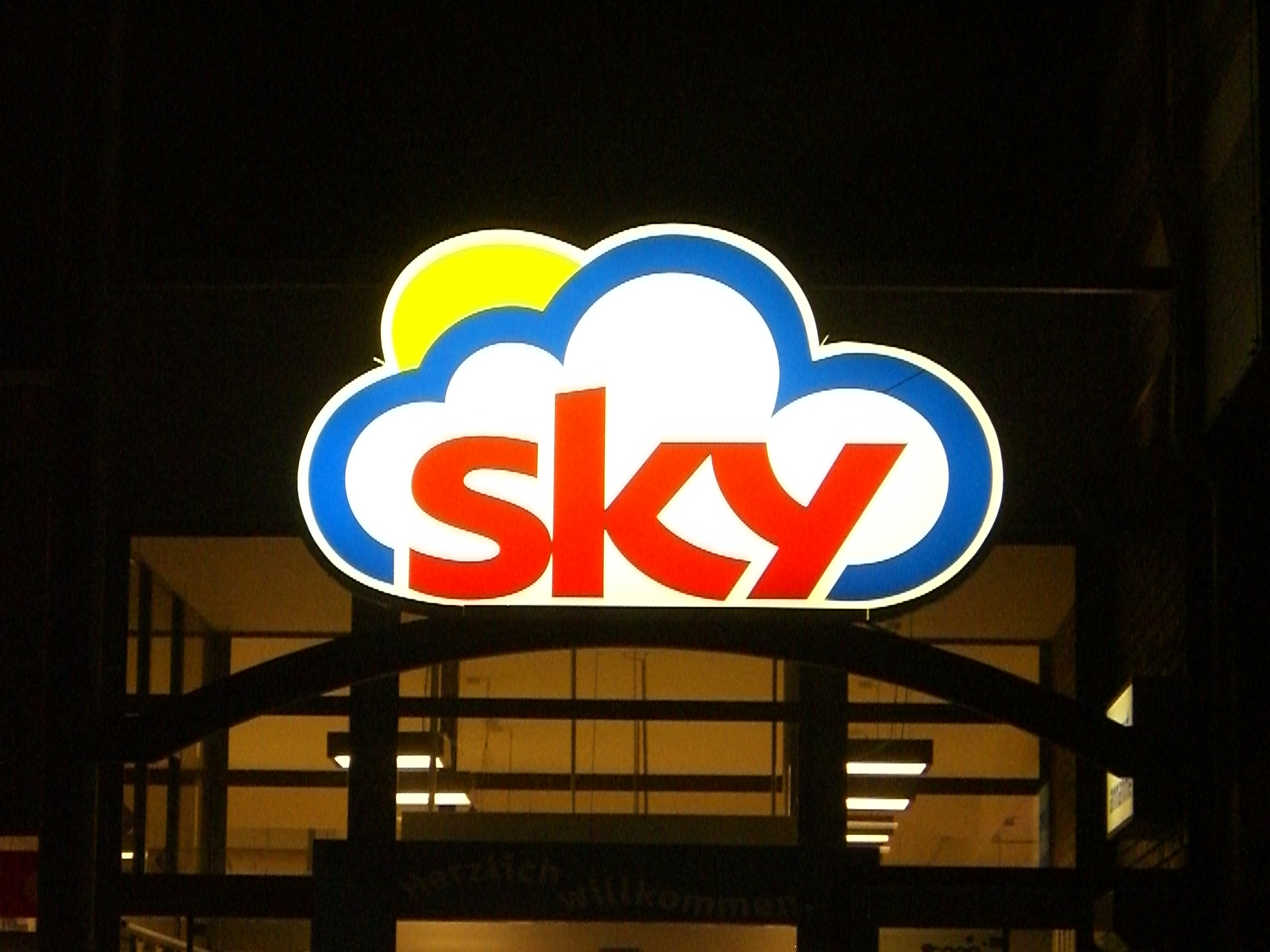
Leuchttransparent, Supermarkt in Flensburg

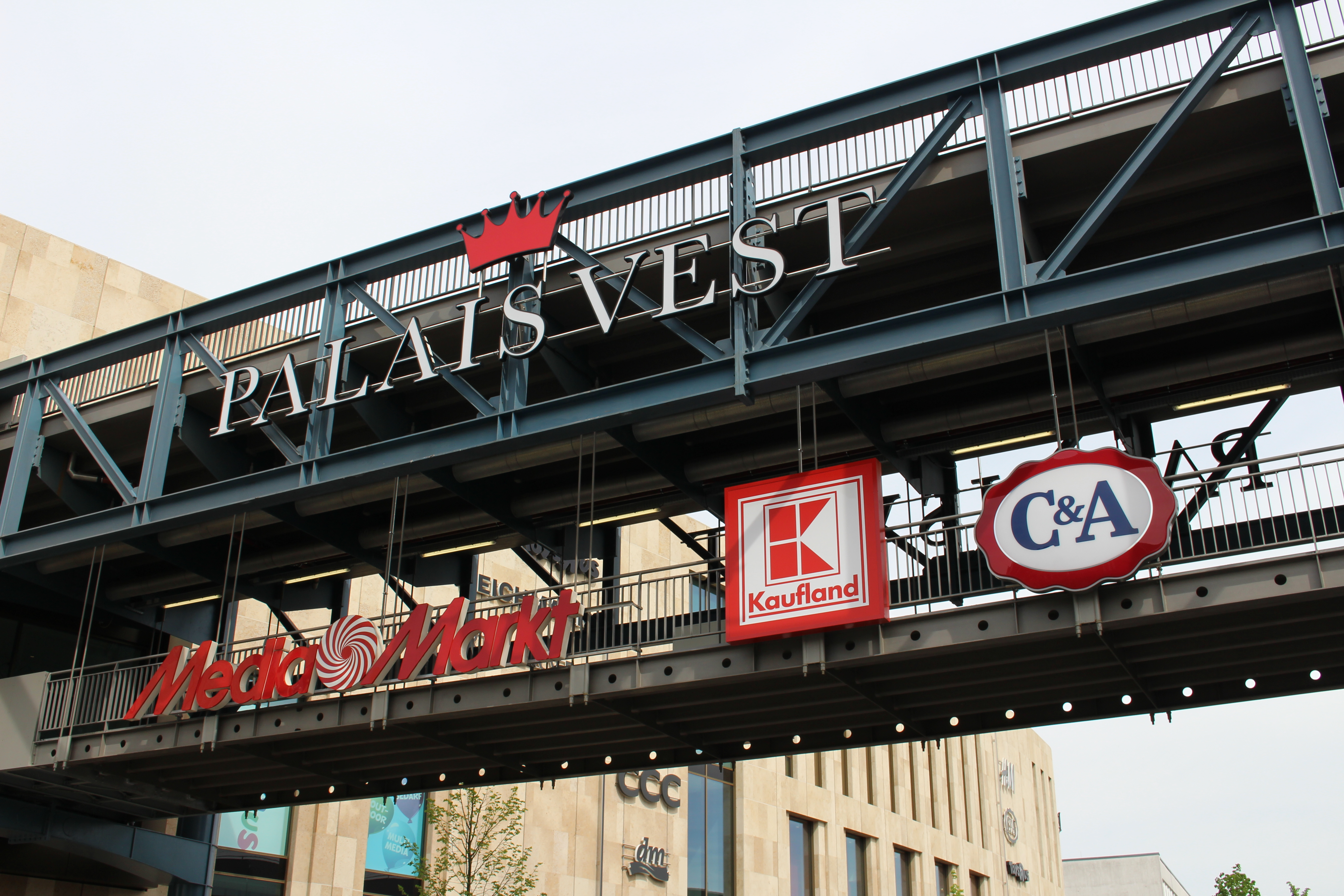
Verschiedene Formen von Leuchtwerbung, Recklinghausen

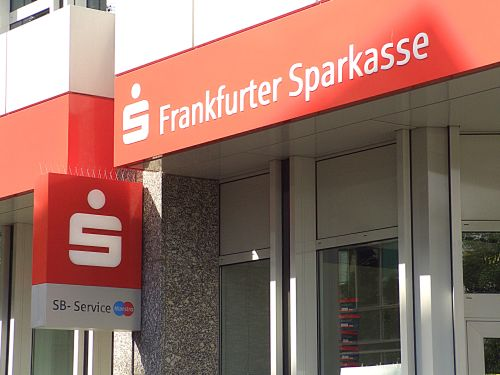
Fassadenband und Ausstecker

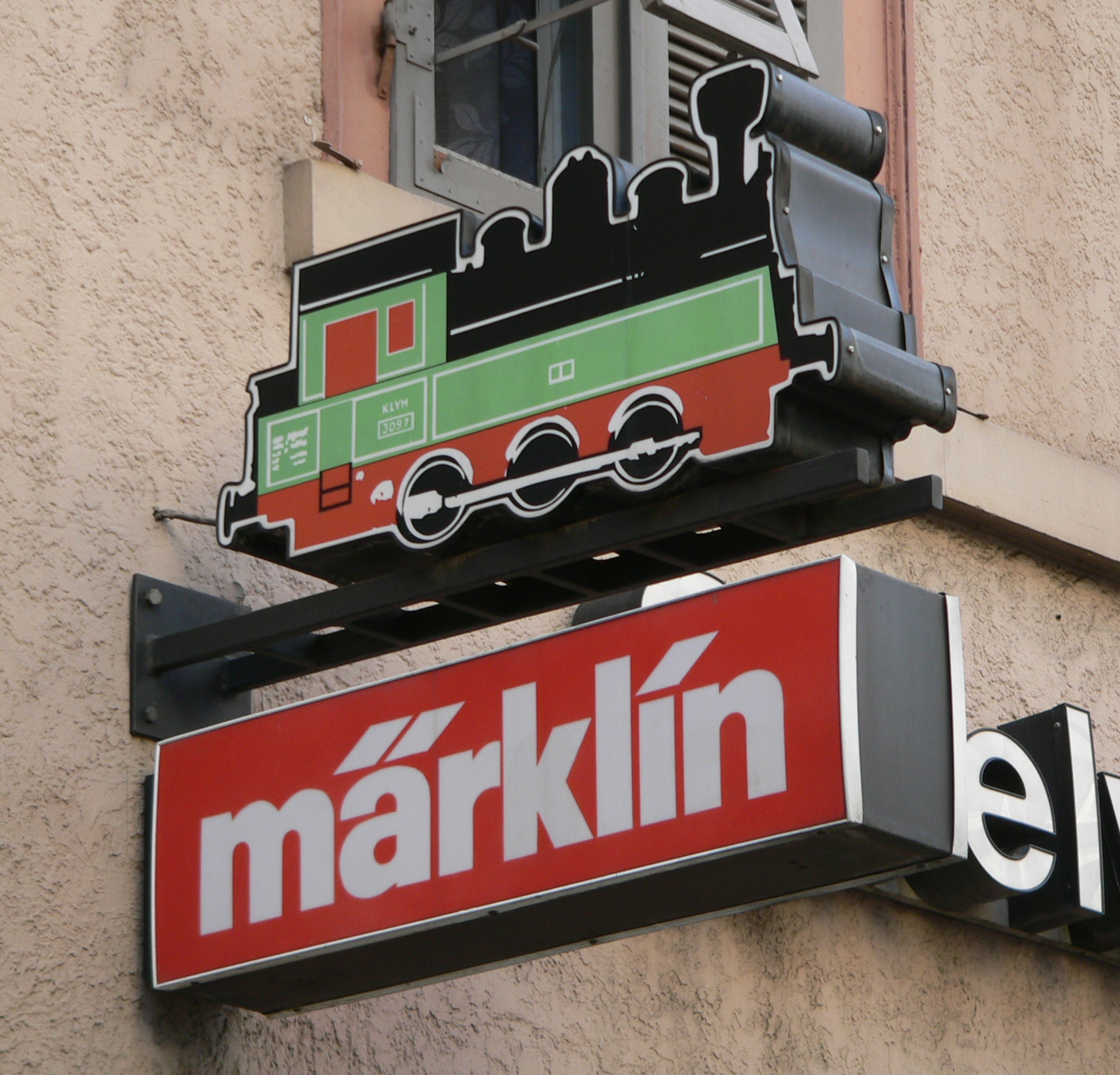
Leuchttransparent/Ausstecker

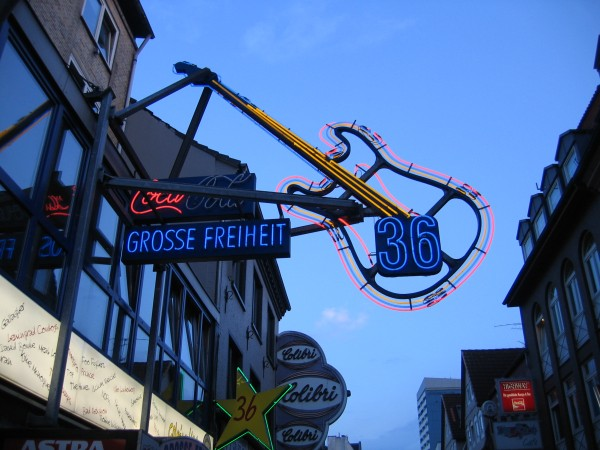
Gitarre mit Neonkonturen
Rockclub Große Freiheit 36, Hamburg

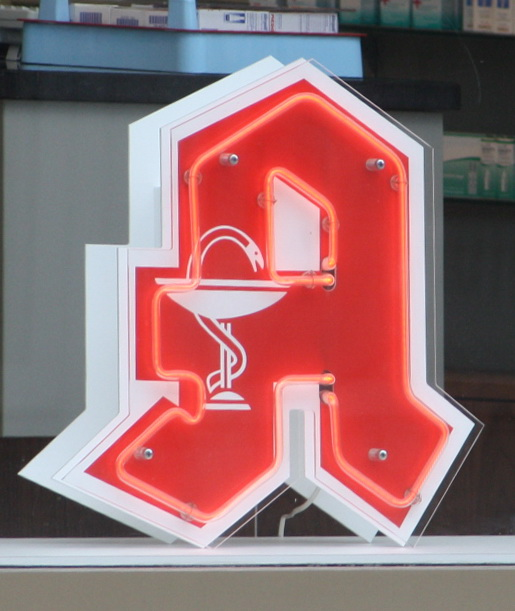
Apotheken-Logo mit Neonkontur

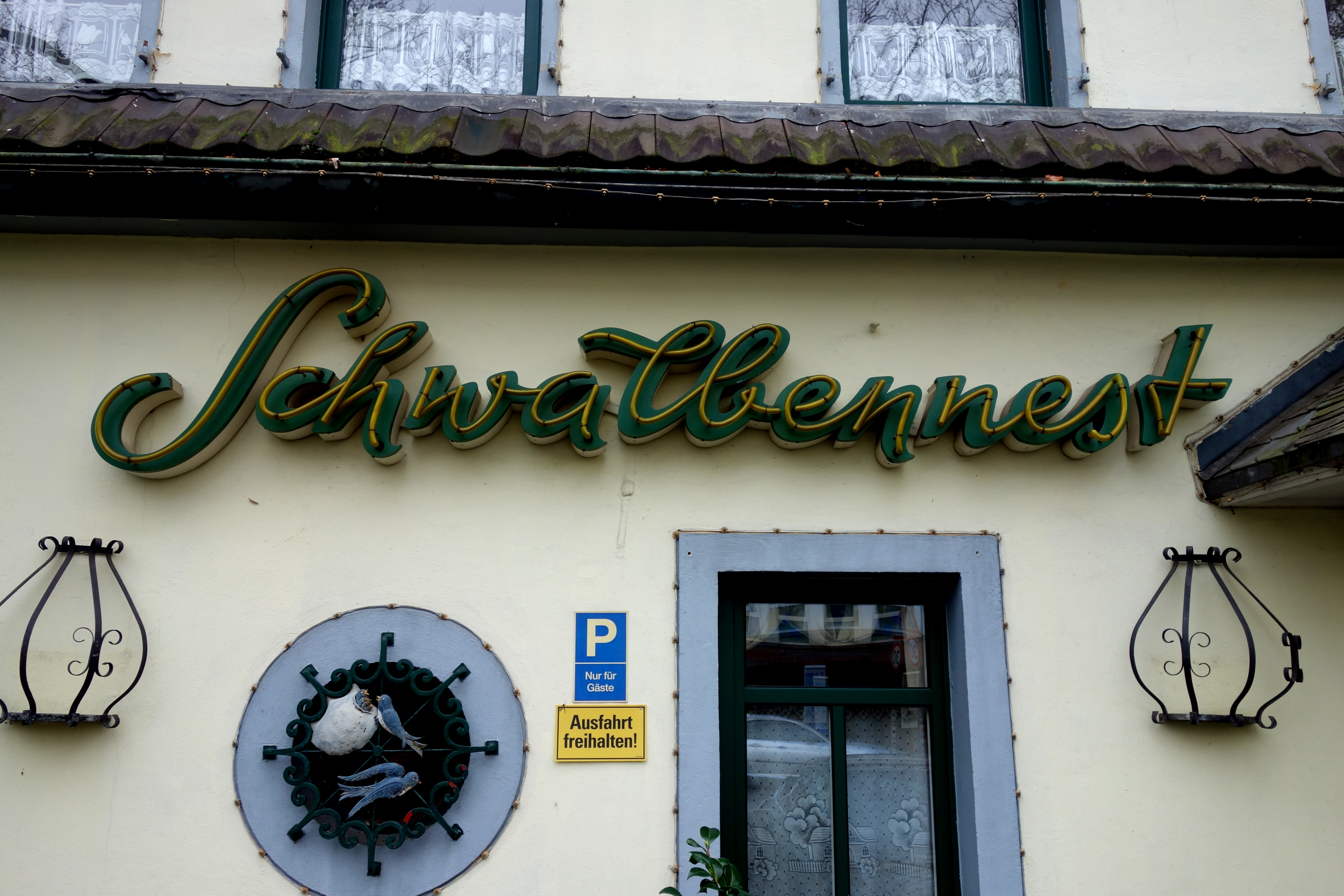
Neon-Leuchtschriftzug am Restaurant Schwalbennest in Köln-Rath

#### Schilder
Die einfachste Bauform von Lichtwerbeanlagen sind von außen angestrahlte Schilder oder Fassadenflächen.

#### Leuchtkästen
Leuchtkästen sind meist rechteckig und relativ flach. Im Innern eines Leuchtkastens befinden sich Leuchtstofflampen, die in gleichmäßigen Abstand angeordnet sind und den Kasten an einer oder zwei Seiten beleuchten. Die leuchtenden Ansichtsflächen bestehen aus durchscheinendem Material und sind auf der Oberfläche farbig beschriftet oder gestaltet.

#### Fassadenbänder
Leuchtkästen lassen sich zu langen Fassadenbändern kombinieren. Bei der Konstruktion ist wegen der Größe der Anlagen aber unbedingt die unterschiedliche thermische Ausdehnung von Bauteilen aus Metall und Kunststoff zu berücksichtigen.

#### Ausleger
Ausleger sind senkrecht zur Fassade angebrachte Leuchtkästen oder beleuchtete Schilder, die als Nebeneffekt auch zur Beleuchtung des Gehweges beitragen können.

#### Quader/Würfel
Eine Sonderbauform von Leuchtkästen sind freistehende Würfel, die in vier Richtungen leuchten und werben können. Manchmal werden auch drehbare Quader installiert, um die Werbewirksamkeit zu erhöhen.

#### CityLight-Poster
Bevorzugt als relativ flache und leuchtende Wandelemente an Haltestellen öffentlicher Verkehrsmittel, aber auch freistehend oder an Fassaden befestigt, findet man die etwa 2 m² großen, durchleuchteten Citylight-Poster hinter einer durchsichtigen Sicherheitsverglasung. Auch sogenannte Plakatwechsler, die ein zeitgesteuertes, automatisches Abrollen einer Folge von Plakaten und Werbebotschaften ermöglichen. In Großstädten werden zunehmend auch deutlich größere City-Light Poster eingesetzt.

#### Litfaßsäulen
Die modernen Litfaßsäulen haben zwar noch immer die ursprüngliche Form, jedoch sind die heutigen Werbeträger meist von innen beleuchtete Poster. Immer häufiger werden auch langsam drehende Litfaßsäulen eingesetzt, damit sich von einem festen Standort mehrere Werbebotschaften erkennen lassen.

#### Pylone
Pylone unterschiedlichster Formen werden häufig an Einfahrten und Eingängen quer zu Fahrtrichtung der angrenzenden Straße installiert, um die Autofahrer zu informieren. Hier gibt es verschiedenste Ausführungen.
- Spannleuchtpylon – hier kann das Spanntuch beliebig gewechselt oder ersetzt werden. Ist eine preiswerte und häufig genützte Variante.
- Spannleuchtpylon mit LED-Anzeige
- Aluminiumkassettenpylon
- Aluminiumkassettenpylon mit LED-Anzeige
- Aluminiumkassettenpylon mit dekupierten Leuchtkomponenten
- Aluminiumkassettenpylon mit Reliefbuchstaben[18]

#### Dachanlagen/Mastanlagen
Auf Dächern oder Masten montierte Lichtwerbeanlagen erzielen eine große Reichweite der Werbebotschaft. Drehbare Dachanlagen werben in alle Richtungen. Bei Mastanlagen wird durch eine Wiederholung der Werbebotschaft auf den Seiten eines gleichseitigen Dreiecks versucht, die Werbung aus verschiedenen Richtungen sichtbar zu machen.

#### Video Screens
LEDs werden auch häufig in Videoschirmen genutzt, die an verkehrsreichen Plätzen mit bewegten Bildern werben sollen. Die Bilder entstehen durch viele Rasterpunkte. Jeder Rasterpunkt besteht aus je einer roten, grünen und blauen LED. Durch die additive Farbmischung dieser drei Farben können alle Mischfarben erzeugt werden. Die hohe Leuchtkraft der Leuchtdioden verleiht Video Screens auch bei Tageslicht eine hinreichende Sichtbarkeit.

#### Laufschriften
Wechselnder oder in Schreibrichtung durchlaufender, programmierbarer Text lenkt die Aufmerksamkeit auf spezielle Informationen oder Werbebotschaften. Die Laufschriften bestehen heute meist aus einem Raster von LEDs, während früher auch Glühlampen verwendet wurden. Zur Installation einer solchen Anlage ist meist ein besonderes Genehmigungsverfahren bei der zuständigen Behörde erforderlich.

#### Spanntuch-Anlagen
Sehr großflächige Lichtwerbeanlagen werden oft mit dem sogenannten Spanntuch hergestellt, bestehend aus einem weiß durchscheinenden, sehr reißfestem Gewebe. Die Oberfläche dieses Spanntuchs kann mit Schriftzügen oder Logos bedruckt bzw. beklebt werden. Spanntuch-Anlagen können entweder von außen angestrahlt oder von innen durchleuchtet werden.

#### Großflächenwerbung
Übergroße Werbeplakate oder Werbeflächen mit einer indirekten Beleuchtung durch Leuchtstofflampen oder Strahler finden eine immer weitere Verbreitung in den Innenstädten.

#### Neon-Schriften/Neon-Signs
Leuchtröhren mit 6 bis 22 mm Durchmesser lassen sich vom Glasbläser in fast jede beliebige Form biegen. So können auch durchgehende Schriftzüge in Schreib- oder Zierschrift oder filigrane Logos angefertigt werden. Aus Sicherheitsgründen müssen die Elektrodenbereiche der Leuchtröhren vor äußeren Einflüssen und Berührung geschützt werden.

#### Tankstellen
Die Betonung der Dachränder von Tankstellen durch Leuchtkonturen aus Neon-Röhren oder LEDs sorgt für einen hohen Wiedererkennungswert auch aus weiter Entfernung. Hinzu kommen die beleuchteten Marken-Logos und die wechselnden Preisanzeigen.

## Außergewöhnliche Leuchtreklamen

### Bayer-Kreuz Leverkusen
Eine bekannte außergewöhnliche Leuchtreklame ist beispielsweise das Bayer-Kreuz in Leverkusen, das durch seine Montageart an zwei Stahlpfosten von 118 Metern Höhe bei Nacht in der Luft zu hängen scheint. Mit einem Logo-Durchmesser von 51 Metern gilt das Kreuz als größte Leuchtreklame der Welt.

### SKF-Hochhaus Schweinfurt

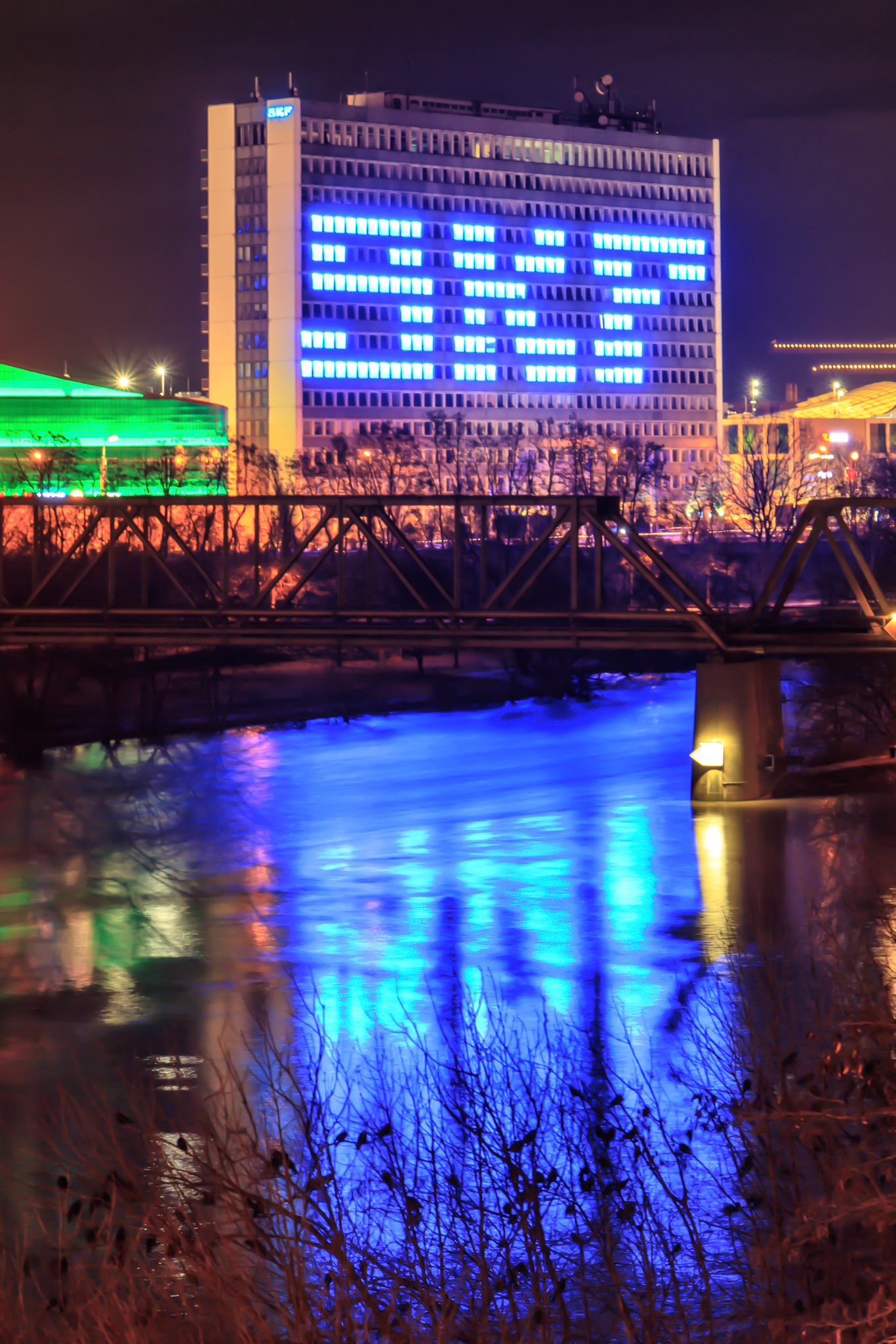
SKF-Hochhaus in Schweinfurt (2012)

Zu den außergewöhnlichsten und größten Leuchtreklamen der Welt gehört das 1961–1963 mittels Jalousien realisierte Logo der SKF am Hochhaus der Deutschen Hauptverwaltung am Main in Schweinfurt. Die drei Buchstaben sind mit einer Höhe von sechs Geschossen und einer Breite von 78 Metern noch vom Steigerwald in 20 Kilometer Entfernung sichtbar, beziehungsweise mit Fernglas oder Teleobjektiv lesbar.
Büroangestellte zogen bei Arbeitsende an den entsprechenden Fenstern blaue Rollos herunter, die von Leuchtröhren an den Fensterstürzen angestrahlt wurden. Die blauen Buchstaben waren nachts durch das Hochhaus hindurch in Spiegelschrift auf der anderen Stadtseite sichtbar. Bei der umfassenden Sanierung der Hauptverwaltung 2014 wurde die Lichtwerbung auf LED umgestellt. Diese Leuchtreklame wurde durch den Schriftzug „UN“ am Scheibenhochhaus des UNO-Hauptquartiers in New York City inspiriert, der jedoch Ende der 1960er Jahre abgeschaltet wurde. Die Idee wurde in neueren Musikvideos durch Trickdarstellungen an diversen Hochhäusern öfters aufgegriffen, so etwa 2001 bei Kylie Minogues Hit Can’t Get You Out of My Head.

### Boschbrücke Stuttgart

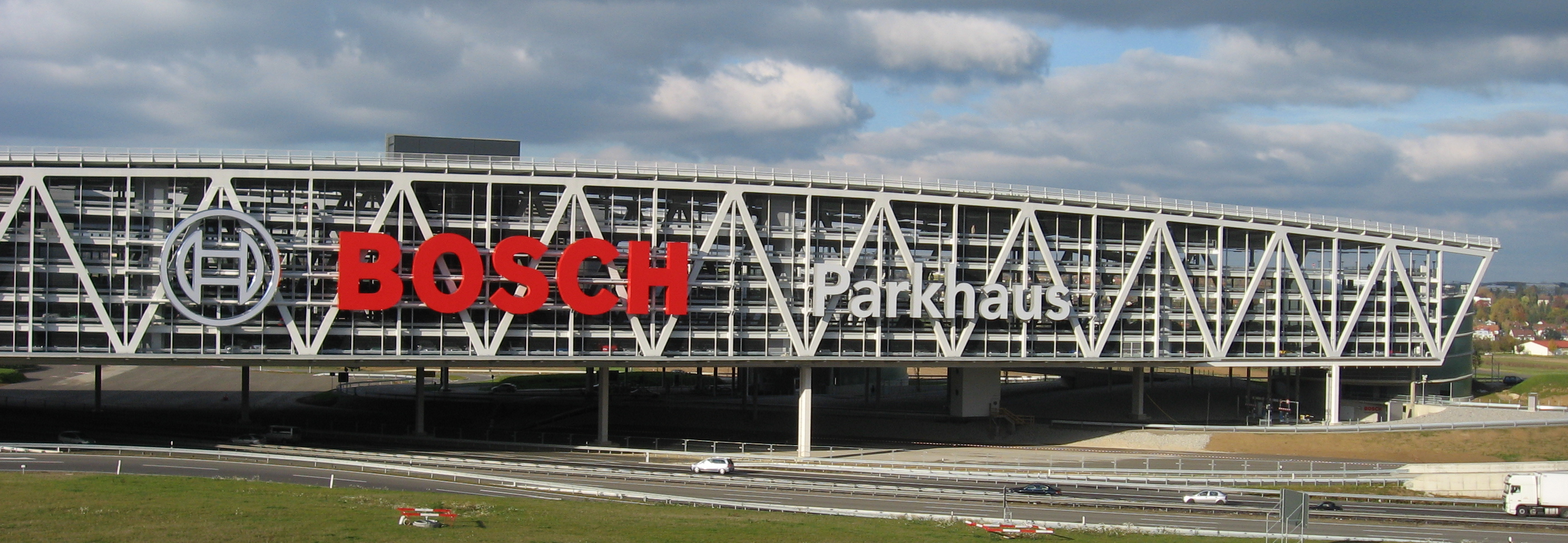
Bosch-Leuchtreklame an A 8 (2007)

Eine große Leuchtreklame gehört der Robert Bosch GmbH und befindet sich beidseitig des über die A 8 gespannten Parkhauses der Neuen Messe Stuttgart. Die Buchstaben des Bosch-Schriftzuges sind 8 Meter hoch, das zugehörige Zündanker-Logo misst 12 Meter im Durchmesser.

### Gaststätte in Leingarten
In Leingarten bei Heilbronn verwendete eine Gaststätte eine Leuchtreklame, die aus Leuchtdioden bestand, die auf den Flügeln eines Ventilators aufgebracht war. Die Leuchtdioden wurden so angesteuert, dass sie, sobald sich der Ventilator drehte, den Namen der Gaststätte ergaben. Da man insbesondere bei Dunkelheit den Ventilator nicht sehen konnte, schien der Schriftzug in der Luft zu schweben. Nach diesem Prinzip arbeitende Geräte findet man u. a. auch als Uhr. Die erforderliche LED-Zeile kann sich auch auf einer zylinderförmigen Bahn bewegen.

### Löffelfamilie Leipzig

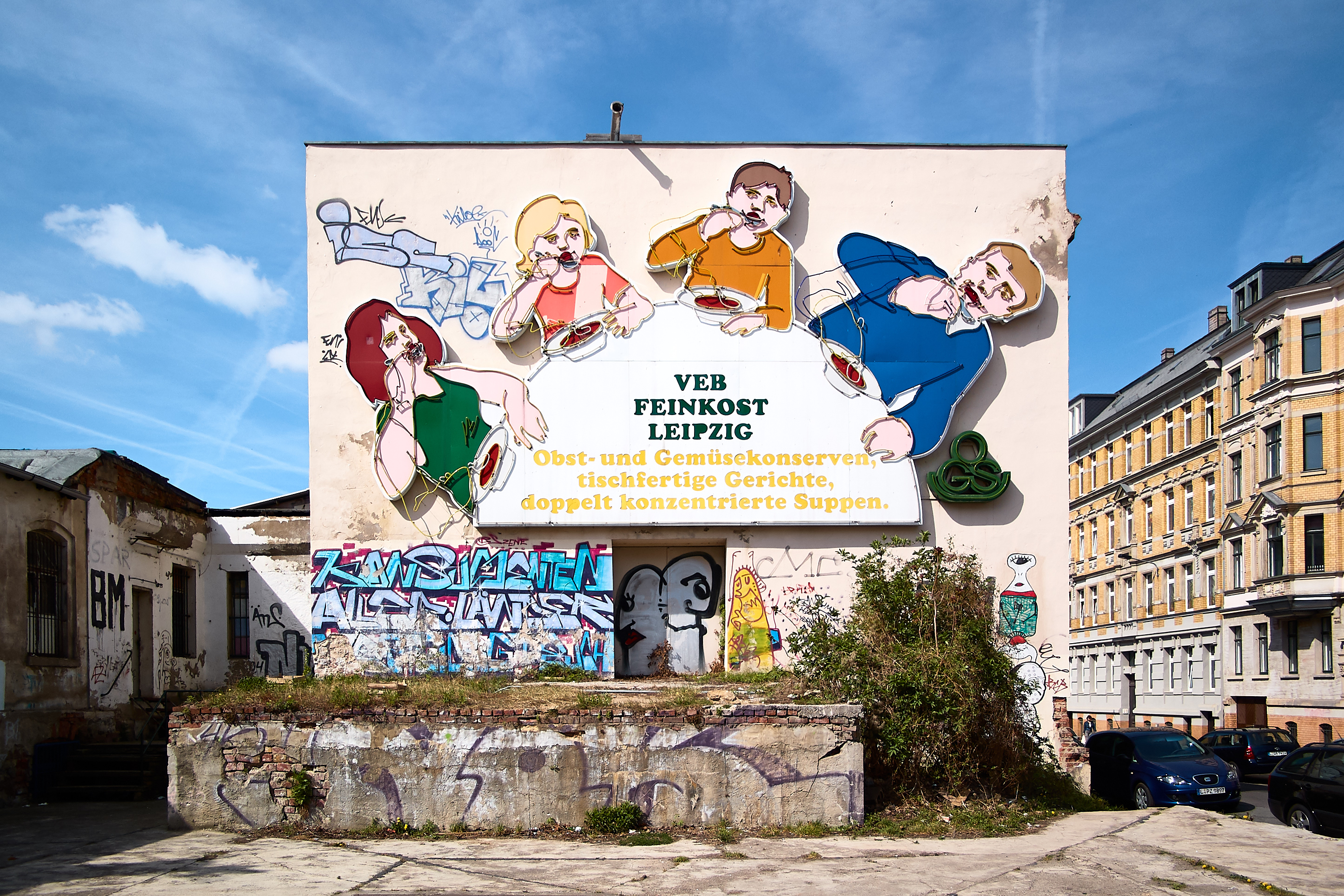
Die Löffelfamilie in der Leipziger Karl-Liebknecht-Straße (2007)

Da viele Leuchtreklamen mittlerweile demontiert worden sind, gewinnen bei Abschaltungen Anforderungen des Denkmalschutzes an Bedeutung. Ein besonderes Beispiel ist die 1973 in Leipzig gebaute sogenannte „Löffelfamilie“. Sie wurde 1993 durch den Freistaat Sachsen zum Kulturdenkmal erklärt und wird durch eine Bürgerinitiative seit 1996 (zunächst „IG Löffelfamilie“, jetzt „Löffelfamilie e.V.“) erhalten und betrieben. Inzwischen renoviert, ist es in der Denkmalliste des Landesamtes für Denkmalpflege Sachsen verzeichnet.

### Colaflasche in Arcadia (Oklahoma)

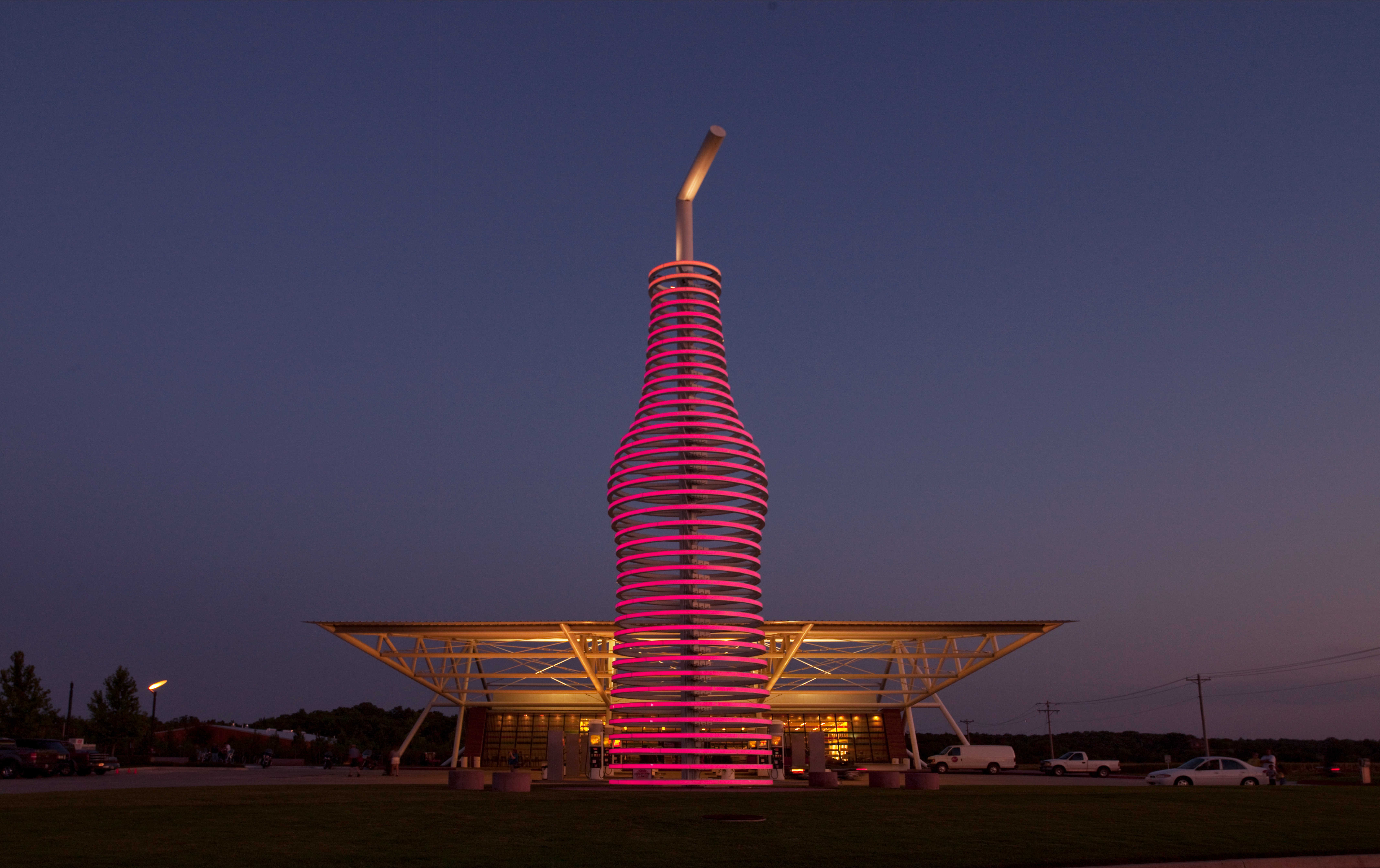
Leuchtreklame in Form einer Colaflasche in Arcadia

Neben einer Tankstelle mit Restaurant in Arcadia (Oklahoma) direkt an der Route 66 steht eine 66 Fuß (ca. 20 Meter) hohe Leuchtreklame in Form einer Colaflasche.

### LED-Videowände Berlin und Schweinfurt

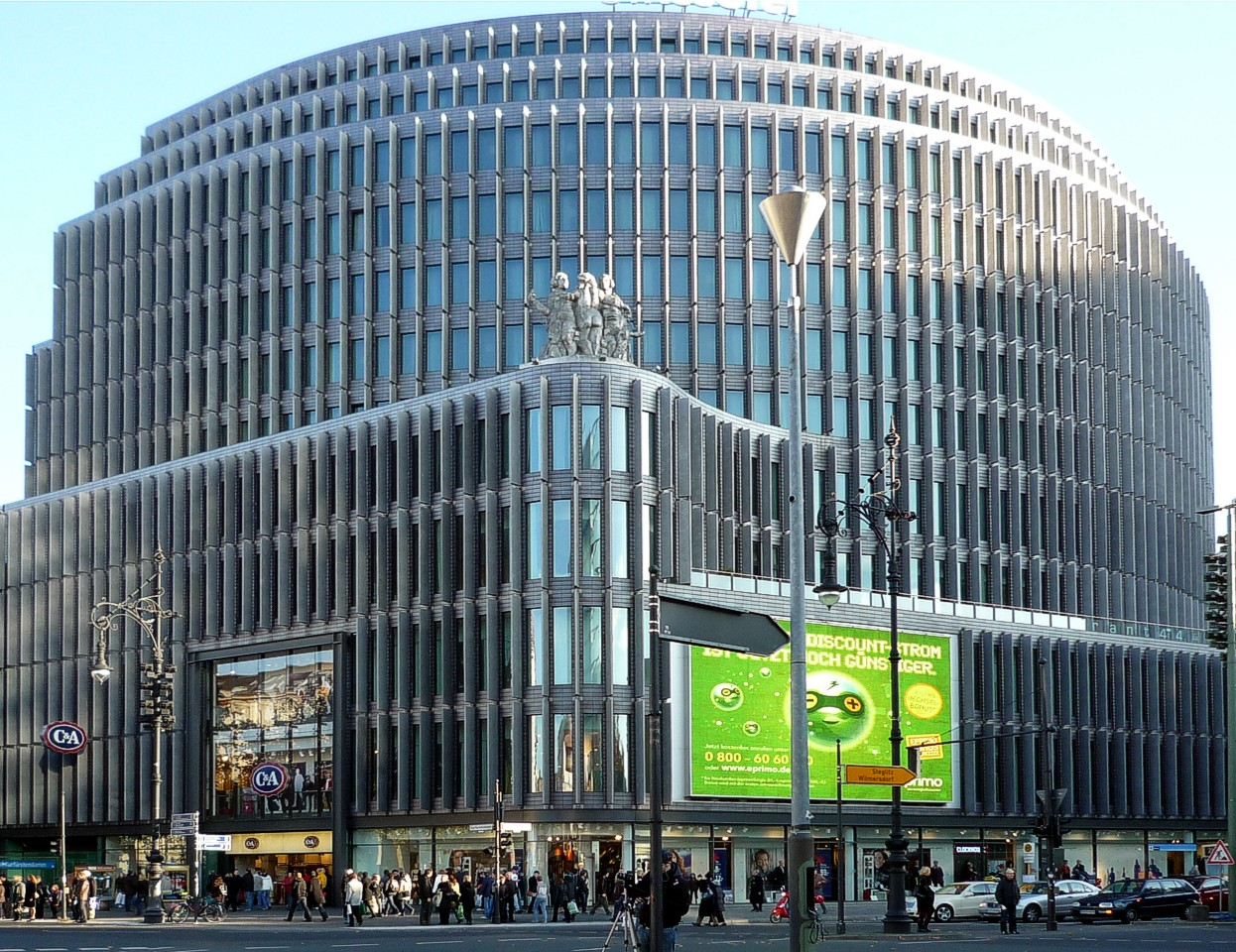
Ku'damm-Eck in Berlin,
mit Videowand (2009)

Die beiden größten LED-Videowände Deutschlands befinden sich in Berlin, unter anderen am Ku’damm-Eck mit einer Höhe über zwei Geschosse. Die drittgrößte Videowand ist seit 2009 in Schweinfurt am Iduna-Hochhaus mit einer Höhe über drei Stockwerke; es ist eine Medienfassade, über die neben Werbung auch Nachrichten und die Wettervorhersage laufen.

### Weiteres
Bei einer Diskothek in Böblingen wurde gegen Ende der 1980er Jahre eine Leuchtreklame verwendet, deren Buchstaben aus fluoreszierendem Material bestanden und die mit Hilfe einer Ultraviolett-Lampe zum Leuchten angeregt wurden. Solche Leuchtreklamen können sehr einfach hergestellt werden, haben jedoch dennoch eine geringe Verbreitung, da die Leuchtdichte recht gering ist und nur bei Dunkelheit erkennbar ist.
Auch Luftschiffe oder Blimps können Leuchtreklamen tragen. Es ist auch möglich, das Luftschiff von innen heraus zu beleuchten.
Auf Häuser oder Gehwege können bewegte Bilder projiziert werden.
Eine wenig innovative Form der Leuchtreklame ist der Skybeamer, da praktisch keine Informationen übermittelt werden können. Skybeamer werden zur Lokalisation von Diskotheken oder Großereignissen eingesetzt, sie verursachen jedoch ein hohes Maß an Lichtverschmutzung.

## Vergleichbare Anlagen
- Verkehrsschilder können bei Nacht von innen beleuchtet oder angestrahlt werden.
- Die Beleuchtung hoher Bauwerke erfolgt ebenfalls mit Leuchtstoffröhren.
- Leuchtfelder (Innenräume, Fußgängerzonen) können aus opaken Scheiben bestehen, hinter denen sich Gasentladungslampen befinden. Solche Flächen können auch dimmbar sein oder mit wechselnden Farben arbeiten. Besondere Steuerungen regeln manchmal eine tageszeit- und tageslichtabhängige Helligkeit und Lichtfarbe.
- Architektonische Gestaltung umfasst oft auch der Leuchtreklame ähnliche technische Lösungen, beispielsweise Leuchtröhren zur Hervorhebung von Konturen oder Unterflurscheinwerfer zur Beleuchtung von Bauwerken oder Straßenbäumen.

## Kritik
Gegen Hersteller und Betreiber von Leuchtreklame wird der Vorwurf erhoben, zur Lichtverschmutzung beizutragen. Insekten sterben in großer Zahl durch zu große Annäherung an Lichtquellen; sie werden, wie auch Pflanzen und andere Tiere, im Wirkungsbereich künstlichen Lichts unter Lichtstress gesetzt, der sie der natürlichen Dunkelheit der Nacht beraubt.

## Begrenzung der Lichtemission
Grundsätzlich gilt in Deutschland das Licht der Leuchtreklame als Emission im Sinn des Umweltrechts und fällt insbesondere in den Regelungsbereich des Bundes-Immissionsschutzgesetzes. Vergleichbare Regelungen gibt es auch in anderen Ländern.
Zur Eindämmung der Lichtverschmutzung empfiehlt der Sternenpark Rhön Betreibern von Leuchtreklame und den diese genehmigenden Behörden:
„Lichtwerbeanlagen mit weitreichender Sichtwirkung sollen grundsätzlich im Zusammenhang mit der Nutzung der jeweiligen Grundstücksfläche / des jeweiligen Betriebs stehen. Rein dekorative Beleuchtung ohne Werbeaussage sollen vermieden werden, sie sind als Anstrahlungen anzusehen. Insbesondere sind die Vorgaben der Lichtimmissionsrichtlinie zu befolgen.
- Anlagen mit schnell wechselndem und/oder bewegtem Licht sind unbedingt zu vermeiden.
- Selbstleuchtende Tafeln für reine Werbezwecke sollen eine maximale Leuchtdichte von 50 cd/m² nicht überschreiten.
- Selbstleuchtende Hinweistafeln von allgemeinem öffentlichem Interesse (z.B. Kliniken) sollen keineswegs Leuchtdichten von mehr als 100 cd/m² überschreiten.
- Die Hintergründe (größte Flächenanteile) sollen in dunklen oder warmen Tönen gehalten werden. Optimal ist eine helle Schrift auf dunklem Hintergrund.
- Werbeanlagen (freistehend oder an Gebäuden) sollen mit ihrer Oberkante die Traufhöhe der Gebäude nicht überschreiten.
- Die Anlagen sollen spätestens 1 h nach Geschäftsschluss bis 1 h vor Öffnung ausgeschaltet sein.“[37]

## Kultur und Lichtwerbung
Viele historische Lichtwerbeanlagen sind schon fast zu einem Wahrzeichen für ein Unternehmen oder ein Produkt geworden, einige Anlagen stehen sogar unter Denkmalschutz. Auch im Bereich Lichtkunst und Lichtarchitektur werden die technischen Möglichkeiten der Lichtwerbung vielfältig eingesetzt.